# 尼古拉·阿列克谢耶维奇·涅克拉索夫
尼古拉·阿列克谢耶维奇·涅克拉索夫（俄语：Никола́й Алексе́евич Некра́сов，1821年12月10日—1878年1月8日），俄国诗人、作家、批评家及出版商。在诗作方面涅克拉索夫引入了戏剧独白的技巧，其代表作为关心俄国民众生活、讽刺批判上层社会的《谁在俄罗斯能过上好日子》，陀思妥耶夫斯基曾盛赞其对俄国农奴饱含同情的诗篇。作为编辑的涅克拉索夫也是十分成功的，他和别林斯基和车尔尼雪夫斯基等激进的民主主义者合作，将杂志《現代人》和《祖國紀事》办成了宣传民主自由的主要刊物。

## 生平

### 早年
尼古拉·涅克拉索夫出生在波多利亞省的涅米罗夫（现乌克兰文尼察州内）。他的父亲阿列克谢·涅克拉索夫出身贵族，在俄国皇家军队中任职。他的母亲亚历山德拉·扎克佐斯卡（Aleksandra Zakrzewska）是波兰什拉赫塔阶层的贵族。他在雅罗斯拉夫尔州父亲的祖宅中长大。这里是西伯利亚流放者的必经之路，又临近伏尔加河，涅克拉索夫自幼目睹了伏尔加纤夫劳苦的生活，社会不公的图景给他留下了深刻的印象。与陀思妥耶夫斯基的童年类似，涅克拉索夫的父亲早早就从军队退休，纵饮无度，家庭生活中充斥着暴力。涅克拉索夫的母亲在他的成长中有着关键作用，是她的爱与支持使他渡过了不幸的童年。他对母亲的敬佩、对社会不公与家庭不幸的愤恨奠定了他日后创作的主题——描绘俄国农奴与女性的不幸境遇。
1832年涅克拉索夫进入雅罗斯拉夫尔的文科中学就读，对正统学习他表现得毫无兴趣。他的父亲一直打算让儿子从军。于是在1838年将十六岁的他送入了圣彼得堡的武备中学。而到了那里，他却选择在圣彼得堡大学旁听课程。涅克拉索夫的父亲在他退出军队而选择大学后不再给他生活费，涅克拉索夫陷入困境，只得靠给人抄写文稿和打短工谋生。在两年多大学旁听生的日子里，涅克拉索夫几乎每天都是在饥饿中度过的。1840年他打算出版自己第一本诗集《幻想与声音》，征求诗人茹可夫斯基意见时，茹科夫斯基赞扬了其中两首诗，但建议涅克拉索夫用化名出版。涅克拉索夫以“N·N”的名字出版了诗集，19世纪前叶俄国最著名的批评家别林斯基却讥以“浪漫主义打油诗”。因此涅克拉索夫到销售商那里要求撤下自己的诗集。

### 出版商
有趣的是，涅克拉索夫随后加入了别林斯基的阵地《祖国纪事》工作。不久别林斯基认同了他的才华，两人成了好友并希望他担任杂志编辑。1843至1846年，涅克拉索夫参与编辑了许多作品，代表性的是1846年编辑的《圣彼得堡选集》，其中包括了陀思妥耶夫斯基的成名作《穷人》和。1846年底，涅克拉索夫从普列特尼奥夫处接手杂志《现代人》，很多《祖国纪事》的职员包括别林斯基都跟随涅克拉索夫加入了《现代人》。此后《现代人》期刊成了宣传先进文学思想的舞台，刊登了屠格涅夫、列夫·托尔斯泰和赫尔岑的小说，涅克拉索夫自己的诗歌、别林斯基的文学评论。在1848年别林斯基去世前，别林斯基授权涅克拉索夫发表一系列材料，这些材料是原本为编一本叫做《利维坦》的年鉴而准备的。
1848-1851年间涅克拉索夫同阿芙朵嘉·帕纳耶娃共同创作了两部长篇小说《三个国家》与《死湖》。1855年之前，涅克拉索夫身患重病，远赴意大利进行治疗。这个时期车尔尼雪夫斯基和杜勃罗留波夫加入了《现代人》，成为了杂志的主攻手，涅克拉索夫则主要负责诗歌评论，由于这三个人的名字都是尼古拉，被称为“三个尼古拉”时期。但涅克拉索夫的旧交如屠格涅夫和冈察洛夫等人无法忍受两名激进的革命者把原有的杂志变成混乱片面攻击的阵地。1860年之后，屠格涅夫拒绝再在该杂志上发布文章。不久杜波罗留波夫去世，车尔尼雪夫斯基被流放，涅克拉索夫独立支撑《现代人》，与内容审查制度周旋，保证杂志的出版。1866年《现代人》被停刊，涅克拉索夫与老对头克拉耶夫斯基言归于好，并重新取得《祖国纪事》的所有权。在接下来的十年中，他和著名讽刺作家萨尔蒂科夫-谢德林一起将这本杂志变成了民主派的阵地，使之发挥了重大影响。

## 诗歌创作

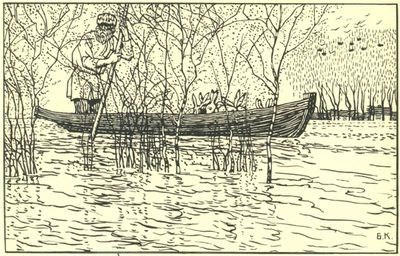
涅克拉索夫的儿童诗《马札爷爷和兔子哈尔斯》的插画

在繁忙的编辑出版工作之余，涅克拉索夫并未中断诗歌的创作。1846-1847年他完成了《祖国》《夜里我乘车在黑暗中的路上走》等反映现实生活的诗作。1850年代他完成了第一部重要诗作《萨沙》，描写知识分子和现实生活之间的冲突。1856年的《诗人与公民》中，他写到“你可以不做一个诗人，但必须做一个公民”。1863年他完成了长诗《严寒-通红的鼻子》，其主题是亚历山大一世改革之后的农村状况，反映了俄国农村妇女从未取得生存的权利和地位。其后他为儿童写了一系列诗作，比如《熊瞎子将军》《马札爷爷和兔子》。而在1871-1872年创作的《俄罗斯妇女》里，他继续了反映妇女境遇的主题，歌颂了十二月党人的妻子们勇于牺牲的精神。
1863年到1876年涅克拉索夫用十余年时间完成了名作《谁在俄罗斯能过上好日子》，这部长诗表现了俄罗斯民族生活和风俗，俄罗斯底层人民的悲惨遭遇和他们寻求真理和自由的精神，是他文学创作的高峰。长诗开头是七个农民在一起争论“谁在俄罗斯能过上好日子”，相持不下，最后决定分头去漫游寻找问题的答案。作者借游历者的视角，真实地描写了农奴制改革之后的俄国现实，指出农民尚未摆脱农奴制的束缚时，又被套上了资本主义的枷锁，认为只有为“人民的幸福”而献身的人才是真正幸福的。

## 晚年

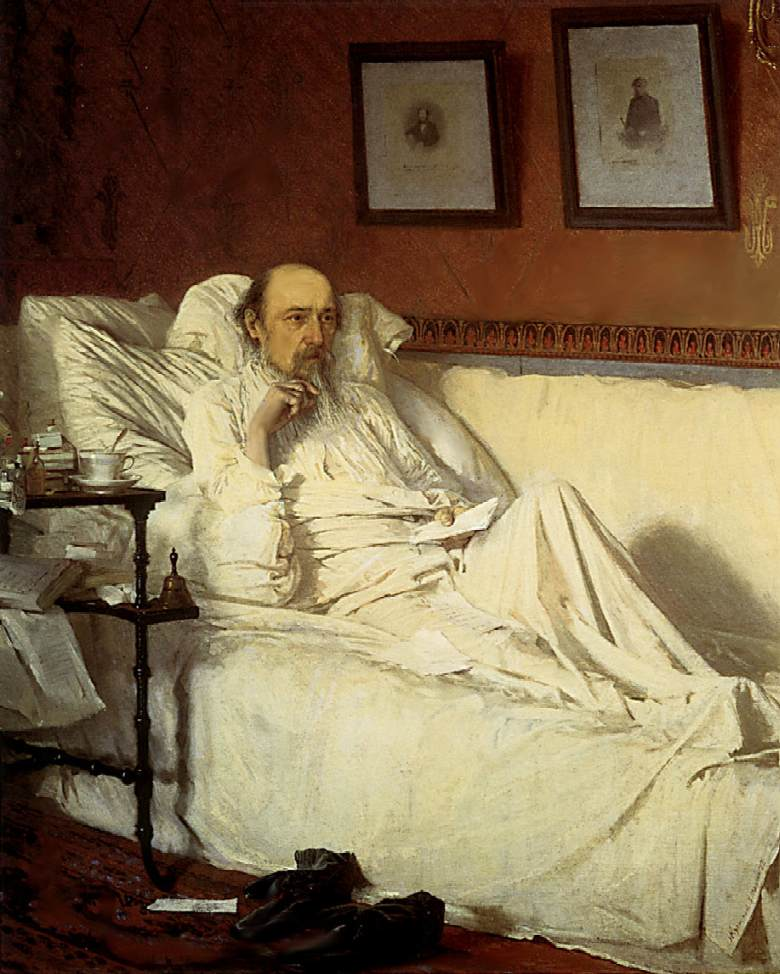
病榻上的涅克拉索夫

涅克拉索夫一直有慢性肺病，经常要到意大利的温暖地中海气候下疗养。1875年他被诊断出肠癌，他的朋友为他付钱动了手术，但只是延长了他两年的生命，同时也是多了两年的痛苦。他在病痛的折磨中继续坚持写作，完成了诗作《现代人》，对官吏、贵族自由主义者、农奴主和高利贷者进行了无情的讽刺和鞭挞。涅克拉索夫去世后葬于圣彼得堡的诺罗德维奇公墓，很多人出席了葬礼。陀思妥耶夫斯基为他致了悼词，称之为“自普希金和莱蒙托夫以来最伟大的俄罗斯诗人”，此时人群中车尔尼雪夫斯基的拥护者喊道：“不，他是更伟大的！”

## 主要作品
- 《三個國家》(1848-1849)
- 《死湖》(1851)
- 《诗人和公民》（1856）
- 《货郎》（1861）
- 《严寒，通红的鼻子》（1863）
- 《俄罗斯妇女》（1871-1872）
- 《在俄罗斯谁能过上好日子》（1863-1876）
- 《现代人》（1875）